# The Narrows (film)
The Narrows är en amerikansk independentfilm från 2008 i regi av François Velle. Manuset är författat av Tatiana Blackington och Tim McLoughlin.

## Skådespelare
| Skådespelare      | Roll               |
| ----------------- | ------------------ |
| Kevin Zegers      | Mike Manadoro      |
| Vincent D'Onofrio | Vinny Manadoro     |
| Sophia Bush       | Kathy Popovich     |
| Eddie Cahill      | Nicky Shades       |
| Monica Keena      | Gina               |
| Roger Rees        | Professor Reyerson |
| Michael Kelly     | Danny              |

The Narrows började spelas in i New York i USA den 24 april 2007. Inspelningen ägde rum på olika platser i staden, bland annat Astoria i Queens och Medgar Evers College i Brooklyn. Inspelningen var färdig den 30 maj 2007. Skådespelaren Sophia Bush flög fram och tillbaka mellan sitt hem i Kalifornien och New York under inspelningen.